# Eriba-Adad II
Eriba-Adad II fut roi d'Assyrie de 1057 à 1055 av. J.-C.
Il fut renversé par son oncle Samsi-Adad IV (-1054/-1051), le 3e fils de Téglath-Phalasar Ier.